# Gallotia auaritae
Espèce
Synonymes
- Gallotia simonyi auaritae Mateo, García-Márquez, López-Jurado & Barahona, 2001

Statut de conservation UICN

 CR D : 
En danger critique
Gallotia auaritae, le Lézard géant de La Palma,  est une espèce de sauriens de la famille des Lacertidae.

## Répartition

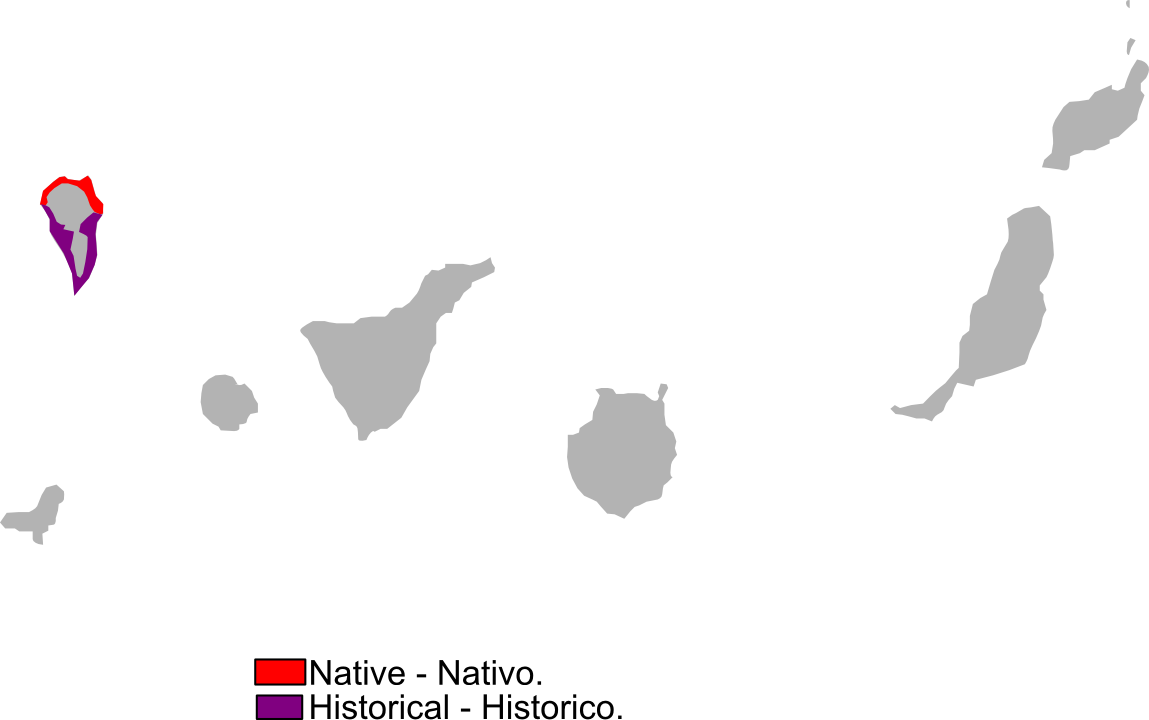
Distribution

Cette espèce est endémique de La Palma aux îles Canaries.
Elle vit sur la zone littorale ; son habitat s'étend du niveau de la mer jusqu'à 800 m d'altitude. Il vit probablement dans la végétation xérophytique.

## Description
C'est un lézard géant, sa longueur de la bouche au cloaque est estimée à 444 mm. 

## Taxon Lazare
Décrite depuis de subfossiles, cette espèce a été découverte vivante en 2007.
Son déclin commença il y a 2000 ans avec l'arrivée de l'être humain sur l'île de Palma. Jusqu'à sa récente redécouverte, on pensait qu'elle avait disparu durant ces 500 dernières années. On croyait que la cause principale de cette probable extinction était l'introduction du chat, la consommation par la population locale, et la destruction de l'habitat par l'agriculture. Ce n'est pas le seul lézard des îles Canaries qui a été considéré comme éteint puis redécouvert ensuite : ceci arriva avec d'autres lézards géants des îles Canaries, comme le lézard géant de l’île de El Hierro et ou le lézard géant de La Gomera (redécouverts respectivement en 1974 et en 1999); le lézard tacheté de Tenerife a été découvert pour la première fois en 1996.

## Taxinomie
Ce lézard a été décrit en tant que sous-espèce de Gallotia simonyi, il a été élevé au rang d'espèce par Afonso et Mateo en 2003.  

## Publication originale
- Mateo, Garcia-Marquez, López-Jurado & Barahona, 2001 : Descripción del lagarto gigante de La Palma (Islas Canarias) à partir de restos subfósiles. Revista Española de Herpetología, vol. 15, p. 53-59 (texte intégral).